# Pietro Prini
(Pietro Prini, "Ventisei secoli nel mondo dei filosofi")
Pietro Prini (Belgirate, 14 maggio 1915 – Pavia, 28 dicembre 2008) è stato un filosofo e storico della filosofia italiano, tra i maggiori esponenti dell'esistenzialismo cristiano.

## Biografia
Di modeste origini, Pietro Prini mostrò fin da giovane una certa attitudine per gli studi e completò l'intero iter scolastico, iscrivendosi quindi al seminario di Arona nel 1934, dove ebbe come docente di filosofia mons. De Lorenzi. La scelta del seminario, oltre a derivare dalla sua povertà di mezzi materiali, rispondeva a una profonda convinzione di fede che resterà immutata per tutta la vita del filosofo. Prini, tuttavia, lasciò il seminario tre anni più tardi «per amore della filosofia»: gli sembrava infatti che l'impostazione neotomista della filosofia lì insegnata non rispondesse ai bisogni del tempo. Egli quindi, vinto un posto presso il Collegio Borromeo di Pavia, iniziò i suoi studi di filosofia. Particolarmente influenti furono Adolfo Levi e, dopo che questi dovette rassegnare le dimissioni in seguito alle leggi razziali, Michele Federico Sciacca con cui si laureò nel 1941 discutendo una tesi su Rosmini. Durante il servizio militare, contrasse una malattia polmonare grave che lo costrinse, tra il '43 e il '45, al ricovero presso il Collegio Borromeo, allora trasformato dai tedeschi in ospedale militare. Lì godette della compagnia intellettuale del Rettore, monsignor Cesare Angelini, e approfondì lo studio di Plotino. Il 1950 è un altro anno cruciale per la formazione di Prini: grazie a una borsa di studio, egli trascorse nove mesi a Parigi dove conobbe e frequentò il filosofo Gabriel Marcel.

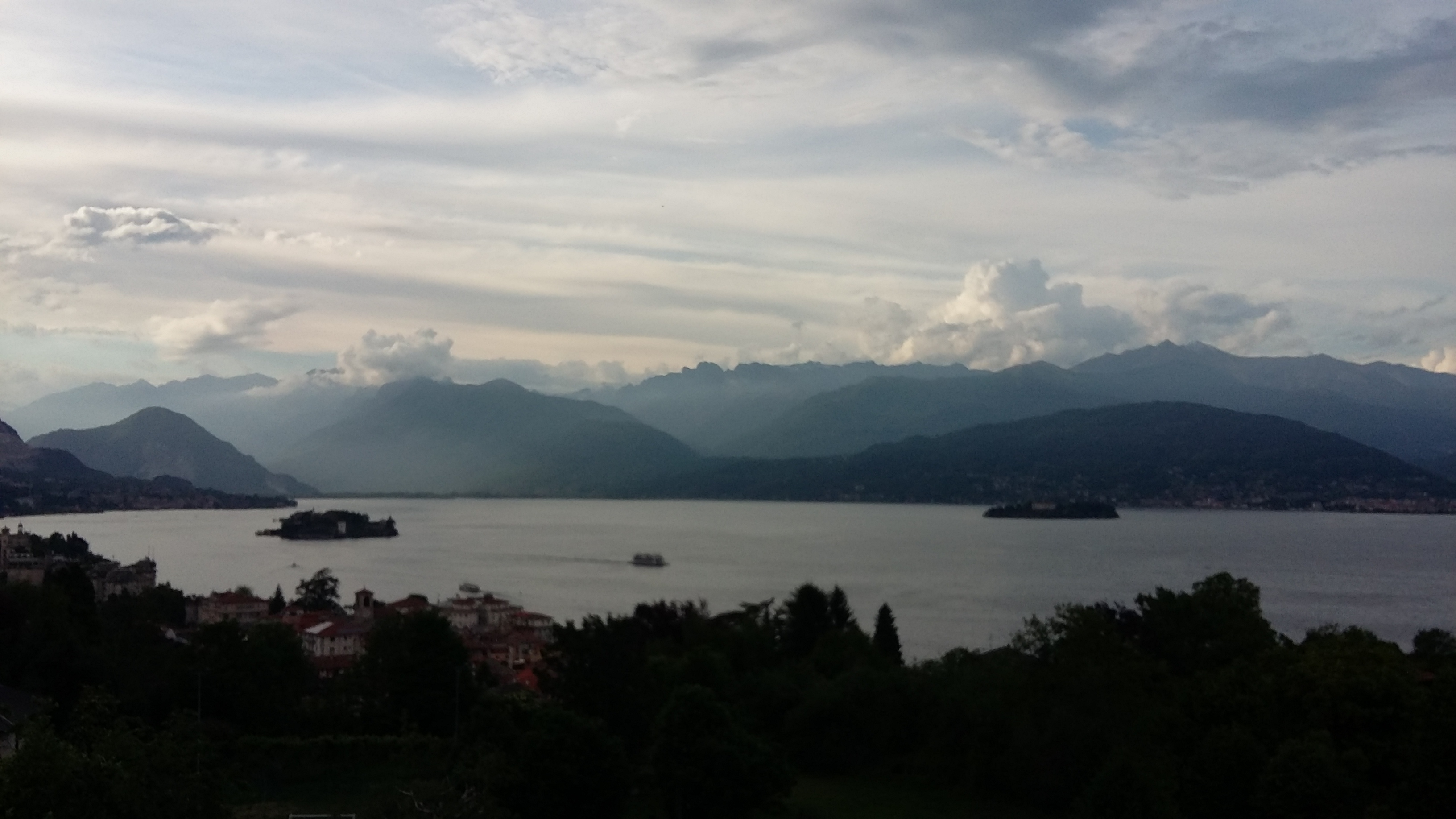
Una veduta del lago Maggiore dalla terrazza del Collegio Rosmini. Nel suo libro su Belgirate, borgo che si affaccia sullo stesso lago, Prini cita H.F. Amiel e scrive: «Un paesaggio è uno stato d'animo».

Prini s'è legato al gruppo di giovani filosofi che Sciacca aveva riunito intorno a sé: Maria Teresa Antonelli, Roberto Crippa, Alberto Caracciolo. Quando Sciacca nel 1946 si trasferì a Genova tutto il gruppo lo seguì, ottenendo ciascuno - secondo la specificità dei propri studi - un incarico di insegnamento di una disciplina filosofica. A Prini venne affidato l'insegnamento di Storia della filosofia antica, che tenne dal 1953 al 1959. Di qui, vincitore di concorso, si trasferì a Perugia, dove dette vita ad una sua scuola filosofica, che ha in Dario Antiseri l'esponente più noto. Nel 1957, Prini sposa Josefa "Pepa" Flores, spagnola, compagna affezionata per tutta la vita, cui Prini dedicherà gran parte dei suoi libri. Dello stesso anno è il testo Verso una nuova ontologia che, insieme a Discorso e situazione del 1961 segnano il passaggio alla fase matura del suo pensiero.
Nel 1964 viene chiamato a coprire la cattedra di Storia della filosofia dalla Facoltà di Magistero dell'Università "La Sapienza" di Roma, che terrà fino al 1985, diventando poi docente emerito. Qui svolse una intensa attività didattico-scientifica, che alimentò partecipando anche a molteplici iniziative culturali, impegnandosi in prima persona nella promozione televisiva del sapere filosofico e, nell'attività radiofonica, in programmi di decisa funzione umanistico-culturale. Tra le opere più interessanti e più discusse della sua ultima produzione, va ricordato Lo scisma sommerso del 1998, in cui il filosofo analizza la spaccatura sotterranea che si è creata nella Chiesa cattolica tra il magistero ufficiale e la fede e le scelte di vita dei credenti. Un tema che diviene centrale in quest'ultimo periodo è anche il tema del male, in modo parallelo a quanto andava elaborando nello stesso periodo Luigi Pareyson, amico personale di Prini.
Nel 2004, Prini si ritira a Pavia dove lavora, finché le forze glielo consentono, a Ventisei secoli nel mondo dei filosofi, «un ultimo ripensamento, una sorta di commiato personale dagli autori e dai problemi che gli erano stati cari per tutta la vita». È morto a Pavia il 28 dicembre 2008 ed è sepolto a Belgirate nella tomba di famiglia. La sua biblioteca personale e il suo lascito manoscritto sono conservati presso la biblioteca del Collegio Ghislieri di Pavia nel "Fondo Pietro Prini".

## Pensiero
Si può dire che in nessuna delle opere di Prini sia racchiuso tutto quanto il suo pensiero. Egli è, in questo senso, un pensatore abbastanza asistematico e offre intuizioni in direzioni diverse, che si possono riassumere in alcuni blocchi tematici.

### L'ontologia semantica

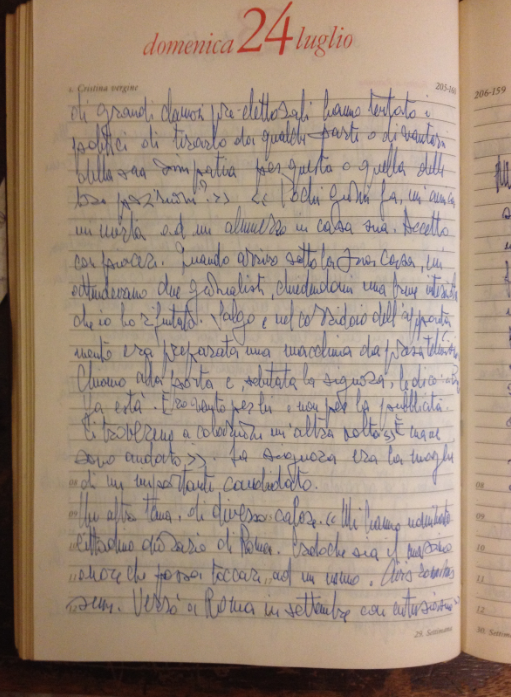
Una pagina manoscritta del filosofo.

Un buon punto da cui partire è la scoperta e la definizione dell'ontologia semantica: accanto al discorso apofantico, che definisce in modo univoco i suoi oggetti e che vuol dimostrare le sue verità in modo necessario, Prini apre lo spazio per il discorso semantico, il linguaggio cioè della musica, della poesia, della preghiera, dell'invocazione, del dialogo. Nel testo Verso una nuova ontologia, egli fa risalire la dimenticanza dell’ontologia semantica ad Aristotele, il quale riteneva i discorsi semantici non verofunzionali e quindi estranei al campo della filosofia. Nell'opera successiva Discorso e situazione, l'autore definisce in modo più dettagliato gli ambiti di ciascun discorso.
In un’intervista rilasciata a Vittorio Grassi, Prini argomenta: «Per molti anni ho tenuto presente nello sviluppo delle mie ricerche il volume Discorso e situazione, dove, nel quadro del problema contemporaneo della molteplicità dell’uso logico della ragione, ho delineato un esame sistematico delle diverse forme argomentative del discorso razionale “situato”, ossia in relazione al suo proprio oggetto ed al suo proprio uditorio, e precisamente la verifica come forma della prova del discorso oggettivo o scientifico, la testimonianza, come forma della prova del discorso privato o intersoggettivo, la determinazione particolare, come forma del discorso collettivo o ideologico. È stata una ricerca non inutile, credo, se ha messo in luce, per un verso, contro lo scientismo, la pluralità dell’uso logico della ragione, e per un altro verso, la fondamentale convergenza di quelle forme del discorso razionale in una dottrina della verità ostensiva dell’essere, o, come dicevo nel mio volume Discorso e situazione, inventandone l’espressione, in un’ontologia semantica».
In questo senso, la filosofia di Prini si caratterizza per un confronto rispettoso e vivace con le scienze: da una parte, il filosofo ne riconosce tutta la dirompente importanza, dall'altra è attento a criticare quelle filosofie – quali il neopositivismo – che ne esasperano i risultati e le spingono oltre il proprio ambito di legittimità conoscitiva.

### L'uomo
Il secondo punto è quello dell’antropologia e della sociologia filosofica. Prini non dimentica mai la lezione dell’esistenzialismo: l’uomo di cui la filosofia deve occuparsi è l’uomo concreto. E perciò, in primo luogo, è importante considerare il corpo come elemento costituito della soggettività in un’unità psicofisica – del resto, già Rosmini nel mondo cattolico aveva fatto questo movimento verso il corpo, parlando di sentimento fondamentale corporeo. Prini se ne occupa soprattutto nell'opera Il corpo che siamo. Quindi, ne Il paradosso di Icaro, viene elaborata la distinzione tra desiderio e bisogno: il bisogno, cioè la necessità di avere, si distingue dal desiderio, cioè dalla volontà di essere autenticamente.
Nel mondo contemporaneo, che è un mondo capitalistico, tecnologico e nichilistico, l’uomo corre il rischio di essere dominato da bisogni sempre accresciuti e di dimenticare così la propria dimensione più autentica e il proprio desiderio. Prini scrive che «Pensare è […] la maniera più profonda del nostro desiderare»: ciò significa che la filosofia ha, prima di tutto, il compito di domandare intorno al senso di ciò che è e di ciò che si è – un domandare che mette in questione anche il domandante stesso.
Qui sono naturalmente molto forti gli echi di Heidegger, che Prini definisce «maestro inevitabile». L’esito sociopolitico di queste dottrine priniane è il rifiuto degli assoluti terrestri, cioè di quelle concezioni totalitarie della politica come il nazismo o il comunismo che negano il valore assoluto della coscienza individuale e, insieme, negano lo spazio per ogni trascendenza genuina. Prini, per converso, ritiene che l'unico agire autentico derivi dalla contemplazione, secondo quella dottrina della contemplazione creatrice che egli ritrova in Plotino e che fa propria.

### L'Essere
Di qui, si può passare a parlare della concezione priniana dell’Essere, che è caratterizzato dall'ambiguità, da cui anche il titolo della sua opera principale su questo tema, L'ambiguità dell'essere, che ha la particolarità di essere scritta in forma di dialogo. L'Essere può intendersi – come è stato variamente inteso nella storia della filosofia – sia come necessità assoluta (al modo Parmenide), sia come bontà o finalità assoluta (al modo di Leibniz), sia come libertà od opposizione assoluta (al modo di Cusano). Prini cerca di pensare insieme queste tre modalità, ritenendole tutte essenziali all'Essere e, insieme, non deducibili l’una dall'altra. Egli definisce questa sua concezione «problematicismo ontologico». Dal momento che l’Essere è in sé ambiguo, esso non si lascia completamente definire e dimostrare dal discorso apofantico e si presta al discorso semantico in generale e quindi al discorso religioso in particolare.

### La fede
Assolutamente capitale è, dunque, il problema della religione, della fede cristiana e della Chiesa cattolica. Prini ha sempre pensato la propria attività filosofica come un filosofare nella fede: a differenza dello scienziato, il filosofo mette in gioco se stesso nel proprio filosofare, e un cristiano, quale egli era, non può mettere da parte le proprie convinzioni religiose quando filosofa. Nella prolusione al corso di Filosofia teoretica all'Università di Perugia del 1961, egli argomenta: «C’è un carattere ludico nell'atteggiamento del credente, quando pretende di poter mettere tra parentesi la propria fede e di essere anch'egli, nella ricerca della verità, come dice Husserl, ein wirklicher Anfänger, “un vero e proprio principiante”».
«Ho dedicato tutta la mia vita alla cultura cattolica in modo critico» sostiene Prini nell’intervista del 2005. Questo suo lavoro critico può riassumersi così: distinzione tra il nucleo del messaggio evangelico e le forme che esso ha via via assunto nella storia, critica delle posizioni più tradizionaliste della Chiesa, specialmente in filosofia (si veda in particolare il volume La filosofia cattolica italiana del Novecento), invito al dialogo tra la Chiesa e la modernità tutta intera, e proposta di una nuova inculturazione, oggi, di quel messaggio evangelico. Il seguente passaggio de Lo scisma sommerso mostra in modo disambiguo ciò che Prini ha in mente: «Per questa mentalità generata dalla civiltà della scienza esistono uno spazio e un tempo scientifici nei quali è impossibili proporsi di trovare, per esempio, il periodo storico di una presunta prima coppia progenitrice di tutto il genere umano o l'ubicazione dell'Eden, di cui parlano - in un senso simbolico che è da determinare - i primi racconti della Genesi. E andando soltanto un poco in profondità nella coscienza giuridica moderna, post-illuministica, del rapporto tra colpa e castigo, chi potrebbe oggi accettare l'idea, trasmessa dalla teologia penale di Agostino nell'interpretazione della Lettera ai Romani di Paolo, che l'umanità intera abbia ereditato da Adamo non solo la pena eterna del suo peccato, ma anche la responsabilità della sua stessa colpa?»

## Opere
- Gabriel Marcel e la metodologia dell’inverificabile. Roma, Studium, 1950.
- Verso una nuova ontologia. Roma, Studium, 1957.
- Rosmini postumo. Roma, Armando, 1961, 2ª edizione (ed. or.: 1960).
- Discorso e situazione. Roma, Studium, 1975, 2ª edizione (ed. or.: 1961).
- Il paradosso di Icaro. Roma, Armando, 1976, 2ª edizione (ed. or.: 1976). Ripubblicato nel 2017 a cura di Gianpiero Gamaleri.
- L’ambiguità dell’essere. Genova, Marietti, 1989.
- Storia dell'esistenzialismo da Kierkegaard a oggi. Roma, Studium, 1989. Il testo è l’ultima versione di una serie di lavori precedenti sulla storia dell’esistenzialismo che risalgono fino agli anni ’50.
- Il corpo che siamo. Introduzione all'antropologia etica. Torino, SEI, 1991.
- Plotino e la nascita dell’umanesimo interiore. Milano, Vita e Pensiero, 1992. Anche questa è l’ultima versione di un lavoro “a più strati”, il cui primo nucleo risale agli anni della guerra, mentre Prini era ricoverato presso il Collegio Borromeo di Pavia, allora trasformato dai tedeschi in ospedale militare.
- Il cristiano e il potere. Roma, Studium, 1993.
- La filosofia cattolica italiana del Novecento. Roma-Bari, Laterza, 1997, 2ª edizione (ed. or. 1996).
- Lo scisma sommerso. Milano, Garzanti, 1999 (ed. or.: 1998 per l'editore G due). Ripubblicato dalla casa editrice Interlinea, Novara, 2016.
- Terra di Belgirate (nuova edizione curata da Vittorio Grassi). Grugliasco (Torino), tipografia Sosso, 2005 (ed. or.: 1984).
- Ventisei secoli nel mondo dei filosofi (a cura di Walter Minella). Caltanissetta-Roma, Salvatore Sciascia, 2015.

### Inediti
I seguenti testi inediti, ritrovati tra le carte del "Fondo Pietro Prini", sono stati pubblicati:
- Visita a Borges in Paradiso (a cura di Andrea Loffi). In: “Avvenire”, domenica 6 settembre 2015, p. 23 . Lo stesso testo è presente anche in appendice a: Walter Minella, Pietro Prini, cit., pp. 597–603.
- Roberto Cutaia, Prini, un filosofo che canta i Salmi. In: “Avvenire”, martedì 21 giugno 2016, p. 28. Qui sono riportati alcuni passaggi di un commento ai Salmi.
- Croce e Gentile secondo Prini (a cura di Andrea Loffi). In: “Avvenire”, sabato 13 maggio 2017, p. 23 .

## Premi
Prini è stato insignito del Premio Internazionale Medaglia d'Oro al merito della Cultura Cattolica nel 1998.
Nel 2017 è stato conferito il primo "Premio Pietro Prini" in onore del filosofo, per promuoverne lo studio e la ricerca, presso il Collegio Rosmini di Stresa.